# Jared Spurgeon
Jared Spurgeon (Edmonton, Alberta, 29 de noviembre de 1989), apodado Spurgeon General, es un jugador profesional canadiense de hockey sobre hielo que se desempeña en la posición de defensor derecho en Minnesota Wild, equipo de la National Hockey League (NHL).

## Carrera
Fue seleccionado en la sexta ronda en la NHL Entry Draft de 2008. En 2010 hizo su debut profesional con el equipo Minnesota Wild, donde lleva jugando catorce temporadas.